# Démographie de l'Afghanistan
La population de l'Afghanistan est en croissance rapide, malgré la guerre plus ou moins larvée qui n'a jamais vraiment cessé depuis la fin des années 1970. En 2007, l'Institut national d'études démographiques (INED) estime la population du pays atteindra 50,3 millions d'habitants en 2025. Selon la CIA, en 2015, la population du pays était estimée à 32 564 342 habitants.

## Natalité
D'après l'Afghanistan Mortality Survey 2010, le taux de fécondité était estimé à 5,1 enfants par femme. En 2015, l'enquête démographique et de santé relève un taux de fécondité de 5,3 (dont 4,8 en milieu urbain et 5,4 en milieu rural). La fécondité a donc augmenté au cours de cette période. L'étude Afghanistan Multiple Indicator Cluster Survey de 2023 confirme cette tendance avec un taux de fécondité de 5,4.
|               | 2010 | 2015 | 2023 |
| ------------- | ---- | ---- | ---- |
| Milieu urbain | 4,7  | 4,8  | 4,3  |
| Milieu rural  | 5,2  | 5,4  | 5,8  |
| Total         | 5,1  | 5,3  | 5,4  |

L'Afghanistan possède le taux de fécondité le plus élevé d'Asie.

## Mortalité
D'après l'INED, en 2006, avec un taux de 166 ‰, l'Afghanistan détient le triste record asiatique de plus haute mortalité infantile, devant le Timor oriental (98 ‰) et l'Irak (94 ‰). Pire, il s'avère que c'est le plus mauvais score au niveau mondial, devant la Sierra Leone (158 ‰). Un sixième des bébés meurent ainsi au cours de leur première année (soit près de 250 000 bébés), et beaucoup d'enfants plus âgés n'atteignent pas l'âge adulte, ni même la puberté.
C'est ce qui gonfle le taux de mortalité générale qui avec 21 ‰, constitue un chiffre très élevé, record asiatique également, loin devant le Laos (12 ‰). Le taux de mortalité afghan est cependant dépassé au niveau mondial par une dizaine de pays d'Afrique menés par l’Eswatini (29 ‰), le Botswana (27 ‰) et le Lesotho (25 ‰).

## Migration et composition culturelle

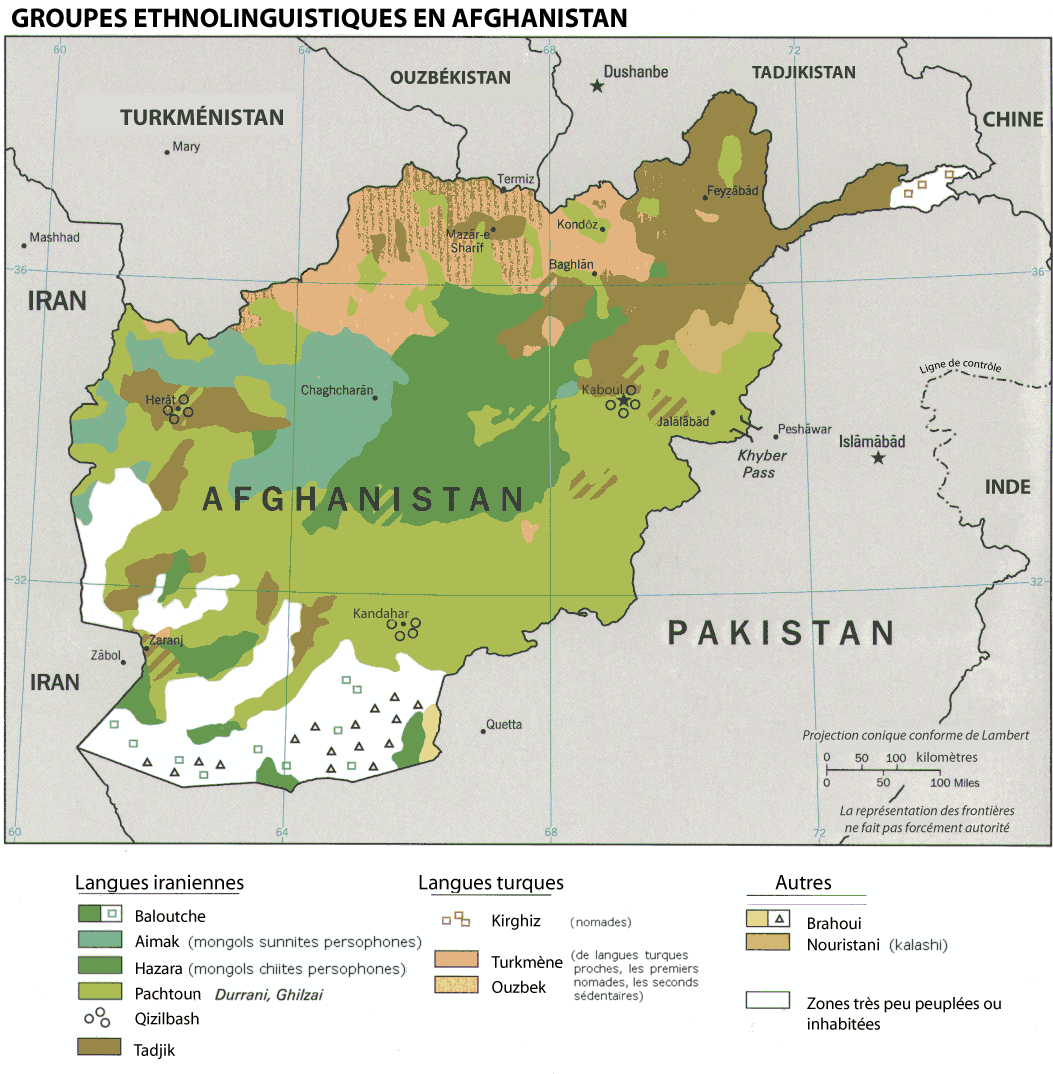
Groupes ethnolinguistiques en Afghanistan

Les réfugiés afghans forment depuis 1979 un groupe très important, qui est devenu le plus important groupe de réfugiés dans le monde après les Pakistanais. Bien que la guerre en 2001, la sécheresse et les persécutions aient provoqué l'exil de nouvelles populations, beaucoup de réfugiés sont rentrés depuis 2002.
Entre 2023 et 2025, les refugiés afghans sont massivement expulsés du Pakistan et d'Iran, avec respectivement près de 1 millions et 2 millions d'expulsions. En juin 2025, l'Iran, dans un contexte de guerre avec Israel, expulse 230 000 afghans en un seul mois. Le 6 juillet 2025, au total, 450 000 afghans ont été expulsés d'Iran depuis le 1er juin et 1,4 millions d'afghans ont été expulsés d'Iran entre le 1er janvier 2025 et le 6 juillet 2025.